# Martin Frey
Martin Frey (Crossen, 1872 - 1946) fou un compositor alemany.
Estudià el piano i composició a Leipzig amb Martin Krause i Hugo Riemann.
Va publicar nombrosos lieder, peces per a piano, una sonata per a violí i diversos cors per a veus d'home i de dona.